# ジョン・フラムスティード
ジョン・フラムスティード（John Flamsteed, 1646年8月19日 - 1719年12月31日）は、イギリスの天文学者。ケンブリッジ大学に学ぶ。フラムスチードと表記されることも多い。

## 業績

### 初代王室天文官
ジョン・フラムスティードは、1666年と1668年に起こった日食を正確に予言したことでその功績が認められ、1675年3月4日、初代のイングランド王室天文官に任命された。年俸は100ポンドであった。同年6月、王室天文官の任地となるグリニッジ天文台の建設がフラムスティード自身の手によって開始された。しかし、天文台が完成した後も観測器具は備え付けられず、フラムスティードは自費でこれらの器具を揃えることを余儀なくされた。不足する費用は自身の給料から賄い、それでも足りない分は家庭教師の副業や寄付によって補填した。観測器具の設計においては、ティコ・ブラーエの著作を参考に、それを望遠鏡用に改良を加えた。フラムスティード自身はティコにちなみ、自らを「宮廷付占星術師」と称したが、この呼称は一般には普及せず、代わりに人々は彼をグリニッジ天文台長と呼んだ。この慣例から、現代のイギリス英語においても王室天文官（Astronomer Royal）はグリニッジ天文台長を指す称号として用いられるようになった（ただし、1970年代以降、王室天文官とグリニッジ天文台長が別人である時代が存在するため、厳密にはこの2つの語は同義ではない）。

### 王立協会フェローと聖職
1676年2月、フラムスティードは王立協会フェローに選出された。同年、サリー州のバーストー教区の僧侶となり、同地に居を構えた。1677年には再び王立協会フェローに選出されている。1684年、フラムスティードはグリニッジに移住した。

### ニュートンとの対立
アイザック・ニュートンは、自身の著書『自然哲学の数学的諸原理』（1687年）の出版にあたり、フラムスティードの観測記録を要求した。フラムスティードはこれに応じて記録を送付したが、この観測記録はニュートンの理論とは合致しなかった。このため、ニュートンはフラムスティードが観測記録の送付を遅らせ、さらに意図的に誤った記録を送ってきたとして非難した。しかし、実際には、地球と月の関係はニュートンが想定したような単純な2つの質点間の相互作用では記述できず、より複雑な要素が必要であることがニュートンの死後に明らかになった。
フラムスティードは自身の観測記録を集成した『天球図譜』の出版を計画したが、ニュートンとエドモンド・ハレーは、フラムスティードの作業の遅延と完成の見込みのなさを理由に、新たな観測記録ではなく、手元にあったフラムスティードの古く不正確な観測記録に基づいて、1712年に王立協会版『天球図譜』を独断で出版した。これに対し、フラムスティードは裁判を起こし、勝訴した。王立協会版『天球図譜』の在庫はすべてフラムスティードに引き渡され、彼はグリニッジ天文台でこれを焼却した。さらに、図書館などが購入した王立協会版『天球図譜』も可能な限り回収し、焼却処分とした。この事件により、ニュートンとの間の決裂は決定的なものとなり、ニュートンは『自然哲学の数学的諸原理』の第2版からフラムスティードの名前をほとんど削除した。

### 晩年と遺稿の出版
王立協会の協力を得られないことを悟ったフラムスティードは、自費で『天球図譜』の刊行を試みたが、生前にその出版を見ることはできなかった。彼の死後、1725年から1729年にかけて、フラムスティード夫人らによってこの『天球図譜』は刊行された。

### 死去と埋葬
1719年、ジョン・フラムスティードはグリニッジにて死去した。1720年、サリー州のバーストーに埋葬された。

## フラムスティード版『天球図譜』

### 航海・測量への貢献と日本における再版
ジョン・フラムスティードが作成した『天球図譜』は、長きにわたり航海術や測量術の基礎として重要な役割を果たした。本書によって、任意の地点とグリニッジ天文台との間の経度および緯度の差異を容易に算出することが可能となり、天文学および測量の分野において、グリニッジ天文台が自然と基準点として認識されるに至った。この影響は大きく、後の本初子午線決定の際にも、その基準点はグリニッジ天文台に置かれることとなった。日本においても、1943年に本書は再版されている。

### フラムスティード名（番号）の特徴と星座図の描画
『天球図譜』に収録された恒星に付与された番号は、独特の方式を採用している。具体的には、各星座において西端に位置する恒星から順に1からの番号が割り振られるというものであり、この命名規則はフラムスティード名（またはフラムスティード番号）として現在も広く用いられている。例えば、著名なオリオン座のα星であるベテルギウスは、フラムスティード記号ではオリオン座58番星と表記される。また、『天球図譜』における星座の形状は、従来の天球図とは異なり、地球上から観測されるそのままの形で描かれている。それまでの天球図は、天球の外側から見下ろすような視点で描かれるのが一般的であった。

### 天王星の誤認と欠番
フラムスティードは観測中に、偶然天王星を恒星と誤認し、おうし座34番星という名称を与えた。この誤認が原因となり、現在のおうし座の恒星リストにおいて34番は欠番となっている。